# Sternarchorhynchus roseni
Espèce
Sternarchorhynchus roseni est une espèce de poissons gymnotiformes de la famille des Apteronotidae.

## Distribution
Cette espèce se rencontre au Brésil et au Venezuela dans le bassin de l'Amazone et le bassin de l'Orénoque.

## Description
C'est un poisson électrique.

## Référence
- Mago-Leccia, 1994 : Electric fishes of the continental waters of America. Caracas, Fundacion para el Desarrollo de las Ciencias Fisicas, Matematicas y Naturales, p. 1-206.